# Прокес и Мартинијан
Свети Прокес и Мартинијан су хришћански мученици и светитељи из 1. века. 
Били су тамничари у римској тамници, где су били затворени апостоли Петар и Павле. Када су чули речи и видели чуда апостолска, они су се крстили и пустили апостоле из тамнице. Када су апостоли ухваћени и убијени, са њима су посечени и Прокес и Мартинијан.
Српска православна црква слави их 11. априла по црквеном, а 24. априла по грегоријанском календару.